# Мортен Тильдум
Мортен Тюльдум (кор. Morten Tyldum; нар. 1967) — норвезький кінорежисер. Відомий за фільм-трилер «Мисливці за головами» (2011) за романом Ю Несбе. Був також режисером історичної драми «Гра в імітацію» (2014).

## Біографія
Мортель Тюльдум народився в Бергені, Норвегія. Професійну освіту отримав у Школі образотворчого мистецтва у Нью-Йорку, США. Спочатку він хотів були музикантом, але після вступу до зазначеної школи змінив свої прагнення.
Нині Мортен мешкає в Беверлі-Гіллз з дружиною Янне та дитиною, але будинок у Норвегії залишається у їхній власності.

## Кар'єра
Спочатку Тюльдум працював на телебаченні, знімав музичні відео, рекламні ролики та короткометражні фільми. Норвезька газета Dagbladet в 1999 році назвала його «Кінематографічним талантом року».
Його повнометражним дебютом став фільм «Приятель» (норв. Kámoš) 2003 року, що здобув значну популярність у критиків та глядачів. Після «Приятеля», він зняв фільми «Падші ангели» в 2008 році та «Мисливці за головами» (норв. Hodejegerne) в 2011 р.
«Мисливці за головами» засновані на романі 2008 року з тією ж назвою авторства Ю Несбо. Фільм став найбільш касовим норвезьким фільмом всіх часів.
Його англомовним дебютом стала історична драма «Імітаційна гра» про життя математика Алана Тюрінга, головну роль в якій зіграв Бенедикт Камбербетч. Фільм отримав міжнародний успіх, численні номінації та нагороди в 2014 році і номінований на 8 премій 87-ї церемонії Оскар.
На поточний момент його пов'язують з адаптацією роману «Розпізнавання образів» Вільяма Гібсона.

## Фільмографія

### Фільми
| Рік  | Назва                |
| ---- | -------------------- |
| 2003 | Приятель             |
| 2008 | Падші ангели         |
| 2011 | Мисливці за головами |
| 2014 | Гра в імітацію       |
| 2016 | Пасажири             |

### Телебачення
| Рік     | Назва              | Примітки               |
| ------- | ------------------ | ---------------------- |
| 1992-94 | U                  | 19 епізодів            |
| 2017    | По той бік         | Епізод: "The Crossing" |
| 2018    | Джек Раян          | Епізод: "Pilot"        |
| 2020    | Захищаючи Джейкоба | 8 епізодів             |
| 2023    | Бункер             | 3 епізоди              |

## Обрані нагороди та номінації
| Рік  | Нагорода                                                                                    | Фільм                | Результат |
| ---- | ------------------------------------------------------------------------------------------- | -------------------- | --------- |
| 2002 | Міжнародний кінофестиваль Мангейм-Гайдельберг — особливий приз                              | Приятель             | Перемога  |
| 2002 | Міжнародний кінофестиваль Мангейм-Гайдельберг — приз FIPRESCI                               | Приятель             | Перемога  |
| 2002 | Міжнародний кінофестиваль Мангейм-Гайдельберг — приз незалежних власників кінотеатрів       | Приятель             | Перемога  |
| 2003 | Варшавський міжнародний кінофестиваль — приз глядацьких симпатій                            | Приятель             | Перемога  |
| 2003 | Норвезький міжнародний кінофестиваль — приз глядацьких симпатій                             | Приятель             | Перемога  |
| 2003 | Норвезький міжнародний кінофестиваль — фільм, що дає найбільше задоволення від перегляду    | Приятель             | Перемога  |
| 2003 | Київський міжнародний кінофестиваль «Молодість» — найкращий фільм                           | Приятель             | Номінація |
| 2003 | Міжнародний Братиславський кінофестиваль — Гран-прі                                         | Приятель             | Номінація |
| 2003 | Аманда, Норвегія — найкращий нордичний новачок                                              | Приятель             | Номінація |
| 2004 | Софійський міжнародний кінофестиваль — Гран-прі                                             | Приятель             | Перемога  |
| 2004 | Аманда, Норвегія — найкращий фільм                                                          | Приятель             | Перемога  |
| 2008 | Аманда, Норвегія — найкращий режисер                                                        | Падші ангели         | Перемога  |
| 2011 | Філадельфійський кінофестиваль — приз глядацьких симпатій                                   | Мисливці за головами | Перемога  |
| 2012 | Європейський кіноприз — приз глядацьких симпатій                                            | Мисливці за головами | Номінація |
| 2012 | Аманда, Норвегія — приз глядацьких симпатій                                                 | Мисливці за головами | Перемога  |
| 2013 | Премія БАФТА у кіно — найкращий іноземний фільм                                             | Мисливці за головами | Номінація |
| 2014 | Голівудська кінопремія — найкращий режисер                                                  | Імітаційна гра       | Перемога  |
| 2015 | Міжнародна кінопремія AACTA (Австралія) — найкраща режисура                                 | Імітаційна гра       | Номінація |
| 2015 | Кінопремія Гільдії американських режисерів — видатне режисерське досягнення у ігровому кіно | Імітаційна гра       | Номінація |
| 2015 | Оскар - найкраща режисерська робота                                                         | Імітаційна гра       | Номінація |